# Алі Кельменді
Алі Кельменді (алб. Ali Kelmendi; 3 листопада 1900, Печ, Косово, Османська імперія — 11 лютого 1939, Париж, Франція) — діяч комуністичного руху в Албанії.
Алі Кельменді народився в бідній селянській родині. В 1920 році Алі Кельменді втік до Албанії, після заборони буд-якої комуністичної діяльності в Королівстві Югославія. Там він приєднався до лівого крила політичного руху Bashkimi (Єдність) з Авні Рустемі, Лазаром Фундо і Фуатом Асллані.
У 1924 році Алі Кельменді брав участь у «відродженні» Албанії з прем'єром Фаном Нолі. Після падіння плану у грудні того ж року він емігрував до Італії, а потім до Австрії і, нарешті, до Радянського Союзу. Там він приєднався до албанської фракції Балканської комуністичної партії, що належала до Комуністичного інтернаціоналу.
У 1930 році Комуністичний інтернаціонал обрав Алі Кельменді як організатора албанського комуністичного руху і творця Комуністичної партії Албанії. Алі Кельменді також очолив організацію роботи в Косово. Алі Кельменді кілька разів був заарештований і у вересні 1936 був змушений емігрувати. Кельменді знаходився в контакті з іншими албанськими біженцями, деякі з них приєдналися до боротьби проти Франсіско Франко на Піренеях.
Алі Кельменді помер у Франції від туберкульозу.